# Rhyacia calamochroa
Rhyacia calamochroa là một loài bướm đêm trong họ Noctuidae.